# Microsoft Entourage
Microsoft Entourage — почтовый клиент и персональный информационный менеджер из состава офисного пакета Microsoft Office:mac 2008, для операционной системы Mac OS 8.5 и выше.

## Общие сведения
- Microsoft Entourage и органайзер Entourage — это аналог Microsoft Outlook в Microsoft Office для PC.
- Microsoft Entourage поддерживает расширенную синхронизацию с Microsoft Exchange Server.
- Entourage имеет защиту от спама и фишинга.
- В состав Microsoft Entourage входит агент My Day, который может работать в фоновом режиме. Если Microsoft Entourage закрыт, то агент может уведомить о предстоящем событии. Агент также позволяет управлять событиями через свой компактный интерфейс. С помощью агента можно быстро просматривать список задач и информацию из календаря, не открывая при этом Entourage.

## Состав
В состав Microsoft® Entourage® 2008 для Mac входят шесть компонентов:
1. электронная почта (Mail)
2. адресная книга (Address Book)
3. календарь (Calendar)
4. заметки (Notes)
5. список задач (Tasks)
6. центр проектов (Project Center) или др. словами — проект-менеджер

## Возможности

### Электронная почта
Поддерживаемые протоколы:
- POP3
- IMAP
- WebDAV

### Адресная книга
- Возможность работы с категориями: семейными; персональными; рабочими; групповыми; помеченными флагами.

### Календарь
- Поддержка цветовых категорий
- Наличие статусных индикаторов

### Список задач
- Наличие режимов просмотра всех событий текущего дня и каждого события в отдельности.